# Christian Oelschlägel
Christian Oelschlägel (* 1974) ist ein deutscher evangelisch-lutherischer Theologe und Diakoniewissenschaftler.

## Leben
Von 1995 bis 2002 studierte er Theologie in Wuppertal, Heidelberg und Princeton. Von 2002 bis 2004 absolvierte er ein Ergänzungsstudium Diakoniewissenschaft mit Diplom. Anschließend war er wissenschaftlicher Mitarbeiter am Diakoniewissenschaftlichen Institut (DWI) der Ruprecht-Karls-Universität Heidelberg und wurde dort 2010 promoviert. Von 2013 bis 2023 war er im Präsidialbüro der Diakonie Deutschland als persönlicher Referent der Präsidenten Johannes Stockmeier und Ulrich Lilie tätig.
Im Februar 2023 wurde er Professor für Diakoniewissenschaft mit dem Schwerpunkt Systematische Theologie/Ethik im Institut für Diakoniewissenschaft und Diakoniemanagement an der Fakultät für Geschichtswissenschaft, Philosophie und Theologie der Universität Bielefeld.
Seine Forschungsschwerpunkte sind Diakonie und Menschenrechte, theologische Grundlagen der Diakonie und Geschichte der Bahnhofsmission in Deutschland.

## Schriften (Auswahl)
- mit Michael Häusler: Diakonische Partnerschaften im geteilten Deutschland. Zeitzeugenberichte und Reflexionen. Leipzig 2012, ISBN 978-3-374-03109-2.
- Diakonie und Menschenrechte. Menschenrechtsorientierung als Herausforderung für diakonisches Handeln. Heidelberg 2013, ISBN 3-8253-5888-7.
- mit Claudia Graf: Kirche und Seelsorge. In: Frank Dieckbreder, Sarah Dieckbreder-Vedder (Hrsg.): Das Konzept Sozialraum: Vielfalt, Verschiedenheit und Begegnung: Soziale Arbeit lernen am Beispiel Bahnhofsmission. Vandenhoeck & Ruprecht, Göttingen 2016, ISBN 978-3-647-70192-9, S. 172–186 (eingeschränkte Vorschau in der Google-Buchsuche).